# Ritmo de panaderas

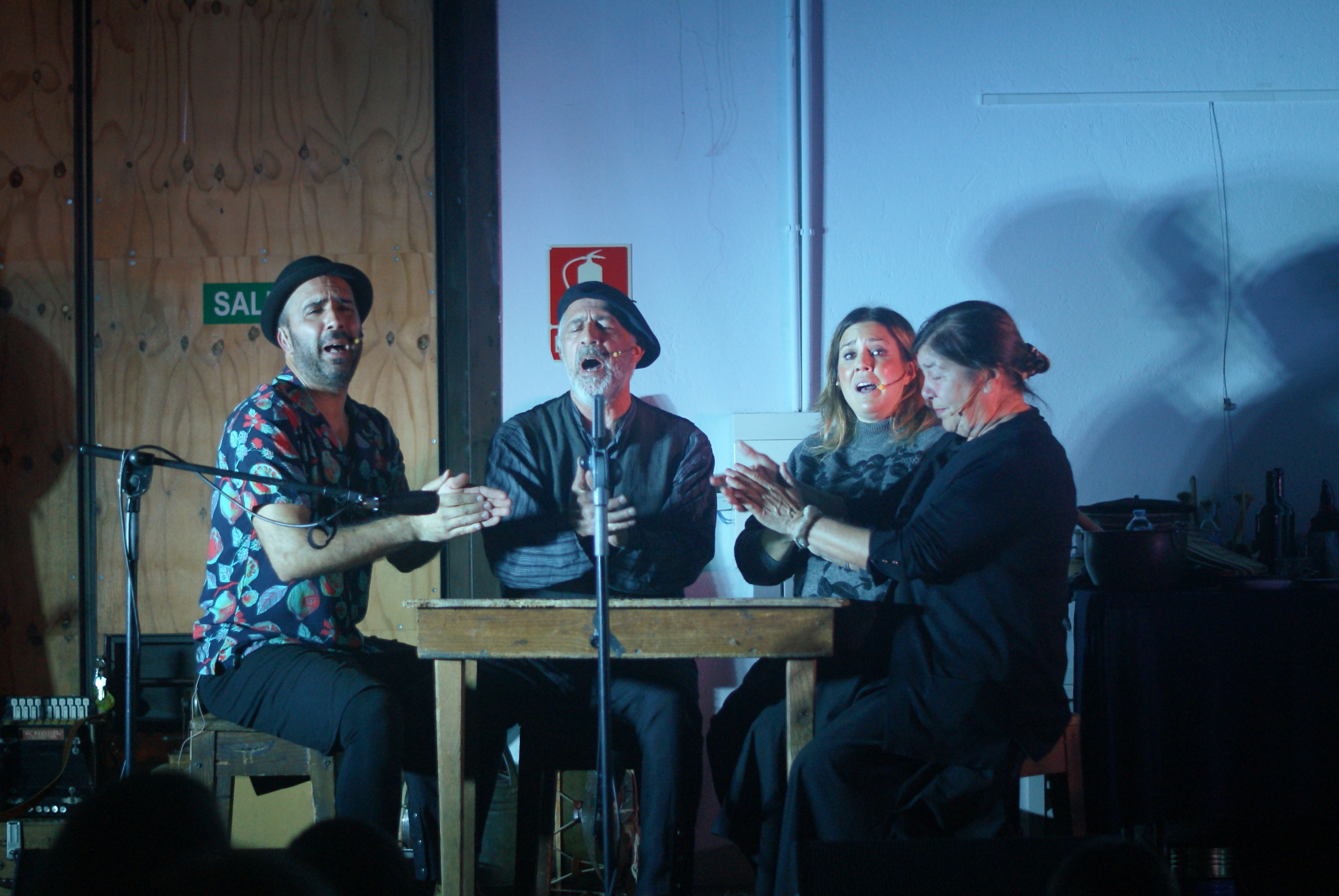
El grupo de folk salmantino Mayalde interpretando unas panaderas.

Ritmo de panaderas es el nombre que recibe un tipo de canción de trabajo usado como comparsa durante las jornadas de trabajo en el medio rural en Castilla y León. Pudo tener su origen en la necesidad de amenizar aquellas labores tediosas, monótonas o mecánicas que podían someterse a una base rítmica, como los cantos de siega o de vendimia, o las tonadas rítmicas durante la esquila, la molienda, el amasado, etc.

## Técnicas rítmicas
Uno de los ciclos rítmicos de las panaderas es el que siguen los siguientes pasos o gestos:
1. puño sobre la mesa
2. vuelta y vuelta de la mano, primero con el anverso y después con el reverso
3. puño sobre la mano
4. puño sobre la mesa
5. palmada
6. golpe con mano extendida en la mesa

En algunas tradiciones el primer golpe se da también sobre la mano, con el resto igual.